# Jumdzságín Cedenbal
Jumdzságín Cedenbal (mongolul: Юмжаагийн Цэдэнбал)(Uvsz tartomány, 1916. szeptember 17. – Moszkva, 1991. április 20.) mongol közgazdász, kommunista politikus, a Mongol Forradalmi Néppárt főtitkára és az ország miniszterelnöke - ez utóbbi tisztséget 1952-től 1974-ig viselte. A szocialista országok közül ő volt a legfiatalabb és pozícióját a leghosszabb ideig betöltő pártfőtitkár: 24 évesen választották meg, és összesen 40 évet (1940–1954 és 1958–1984) töltött a párt élén.

## Élete
Nomád, - feltehetően a dörvöd kisebbséghez tartozó - pásztorcsaládba született az Uvsz tartomány Davszt járásának egy kis falujában. Ulángom (Ulángom járás) akkoriban nyílt iskolájában tanult, ahol 1929-ben végzett. Lehetősége volt a Szovjetunióban tanulni: Irkutszk, és Ulan-Ude pénzügyi főiskoláiba járt, 1934-ben lett diplomás közgazdász. 1938-tól az Ulánbátori Gazdasági és Pénzügyi Főiskolán tanított, majd 1939-től Horlógín Csojbalszan kormányában előbb a pénzügyi tárca helyettese, majd pénzügyminiszter lett (1939–1940). A Mongol Forradalmi Ifjúsági Szövetségnek 1931, a Mongol Forradalmi Néppártnak 1939 óta volt tagja. Egy évvel később már a párt központi bizottságába is beválasztották, majd - szintén 1940-ben, mindössze 24 évesen - a párt főtitkára lett. A második világháború ideje alatt a mongol népi forradalmi hadsereg főparancsnok-helyettesi, illetve politikai főcsoportfőnöki teendőit is ellátta. 1948-ban lett miniszterelnök-helyettes, majd felettese, Csojbalszan halálát követően 1952-ben őt választotta meg a Nagy Népi Hurál miniszterelnöknek.
Noha Csojbalszant tartják a mongol személyi kultusz kialakítójának, melyet Cedenbal számolt fel, ő maga is elődje nyomdokain haladt. Gyűjtötte a kitüntetéseket, és riválisait nemritkán törvénytelen módon állította félre. 1954-ben Cedenbal lemondott pártfőtitkári pozíciójáról, utóda Dasiin Damba lett. Amikor azonban Mongólia és Kína elhidegültek egymástól, a kínabarát Dambát leváltották és ismét Cedenbal lett a pártfőtitkár - ezek a változások azonban nem érintették a miniszterelnöki pozícióját, ami folyamatos volt. Cedenbal elindította az ország gazdaságfejlesztési programját, és igyekezett a lakosság életkörülményein javítani. Módszerei azonban vitathatók voltak: az erőltetett iparfejlesztést gyakorta szakszerűtlenül, megalomán módon és erőszakosan hajtották végre, miközben elhanyagolták a hagyományos mezőgazdasági tevékenységek támogatását. 1961-ben - többszöri próbálkozást követően - Mongóliát felvették az ENSZ-be, ami lehetővé tette hogy diplomáciai kapcsolatokat létesítsen nyugati országokkal. Egy évvel később, 1962-ben a KGST tagja lett az ország, ami a baráti szocialista segítség elfogadására, és az egyébként versenyképtelen termékek piacra lépésére adott lehetőséget. Ő volt, aki alatt Ulánbátor fővárossá fejlődött, ami együtt járt a jurtatelepek felszámolásával, és nagy lakótelepek építésével, de elindult a tömegközlekedés is, - a 2015-ben 1,3 milliós városban 1960-ban csak 150 ezren éltek. Cedenbal népjóléti intézkedéseinek a forrása külföldi kölcsönök, és a KGST-államok segélyei adták. A gazdaságfejlődés megrekedt, az ország termelékenysége csökkent, az erőltetett iparfejlesztésről az 1970-es évekre kiderült, hogy elavult technológiára épült, azonban a lakosság támogatása, a juttatások finanszírozása miatt az ipar modernizációjára már nem jutott pénz. Az oktatás jelentős fejlődésen ment keresztül: kezdetben a négy, majd a tízosztályos iskola elvégzését írták elő, s ennek megfelelően nőtt az iskolák száma. Az 1970-es évektől igyekeztek eloroszosítani a fiatalokat: egyes iskolákban teljesen kivezették az anyanyelvi oktatást, a felsőoktatásban pedig oroszul tartották az előadásokat. 1974-ben miniszterelnöki pozíciójában Dzsambín Batmönh váltotta, Cedenbal azonban megtartotta pártfőtitkári tisztségét, és kinevezték a Nagy Népi Hurál elnökségének elnökévé - így formálisan ő lett az államfő.
Cendebal irányítása alatt Mongólia erősen szovjetbarát politikát folytatott (Mongólia csak két országgal határos: Kínával és az akkori: a Szovjetunióval, ma Oroszországgal). A mongol kormány kapcsolatai erősebbek voltak a Szovjetunióval, mint Kínával, vagy a térség másik - bár távolabbi "baráti" országával, Észak-Koreával. Erre történelmi okai is voltak, hiszen az ország Kínától nyerte el a függetlenségét 1921-ben, és Kína számára az ország máig Belső-Mongólia északi folytatása, amit Külső-Mongóliaként tartanak számon. Ugyanakkor a szovjet pártvezetéshez fűződő jó kapcsolatok ellenére Cedenbal, amikor Brezsnyev az 1970-es évek közepén felajánlotta neki, hogy Mongólia önként csatlakozzon a Szovjetunióhoz, annak tagállamaként, az ajánlatot udvariasan elutasította.
Leonyid Brezsnyev 1982-ben bekövetekezett halála után két év kellett, hogy Cedenbalt elmozdítsák valamennyi pozíciójából. Ezt követően - 1984-ben - Moszkvába utazott, ahol lényegében élete végéig házi őrizetben élt. A mongol rendszerváltás idején el akarták számoltatni a törvénytelenségek, illetve orosz származású feleségének állítólagos sikkasztásai miatt, de 1991-ben egy, a mongol főügyészség által megbízott egészségügyi küldöttség megállapította, hogy Cedenbal olyan súlyos fokú agyérelmeszedésben szenved, hogy bíróság elé állítani nem lehet. Cedenbal néhány hónappal később  egy moszkvai kórházban el is hunyt. Holttestét hazavitték, és Ulánbátor nemzeti temetőjében, tábornokoknak kijáró tiszteletadással búcsúztatták. Feleségét, a szovjet állampolgárságú Anasztaszija Filatovát Cedenbal temetésének napján hallgatták ki ügyészek Ulánbátorban, elsősorban a Mongóliában felhalmozott, majd eltűnt vagyonuk, illetve az asszony által vezetett gyermekjótékonysági alap hiánya miatt, majd még aznap elengedték, az asszony pedig másnap visszautazott Moszkvába.